# Rhipidura habibiei
Rhipidura habibiei — вид горобцеподібних птахів родини віялохвісткових (Rhipiduridae). Описаний у 2020 році.

## Назва
Видова назва habibiei вшановує Бахаруддина Юсуфа Хабібі (1936–2019), індонезійського вченого, політика та еколога, який був державним міністром досліджень і технологій з 1978 по 1998 рік і третім президентом Індонезії з 1998 по 1999 роки.

## Поширення
Ендемік Індонезії. Трапляється у гірських вологих лісах острова Пеленг на висотах 700—1000 метрів над рівнем моря.